# Remsor

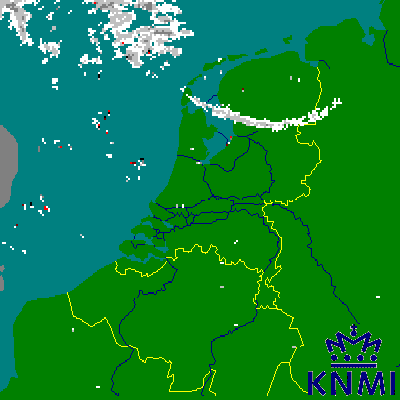
Störning av radar under en övning i Nederländerna

Remsor är en militär term för en typ av motmedel mot radar. De består av "remsor" innehållande metall som kan ge radarekon vid korrekt användning. Remsor fälls från remsfällare monterade på flygplan eller skjuts ut från remskastare monterade på fartyg. Remsorna är lätta och tunna så att de sjunker långsamt mot marken och bildar då ett reflekterande moln som syns på radarn. Molnet kan användas för att förvilla fiendens eldledningsradar, spaningsradar eller robotar med radarmålsökare. 

## Taktisk användning
Taktiskt används remsor i huvudsak på två sätt, som skenmål eller för att dölja förflyttningar. När remsor används som skenmål släpps ett eller flera moln som ger ett radareko som liknar det verkliga målet. Radarn har då svårt att urskilja det verkliga målet och roboten eller granaterna riktas mot det falska radarekot. Remsorna kan också släppas över större områden eller i flera mil långa stråk som på bilden. Flygplan kan då förflytta sig utan att upptäckas eftersom deras radarekon döljs i ekona från remsorna. Remsfällning kan kombineras med aktiv störning (utsändning av radiovågor på samma frekvens som radarstationen) eftersom skyddsåtgärder mot remsor kan minska skyddet mot remsor och tvärtom. 
Fällning av remsor från flygplan för dess eget skydd eller för att skydda till exempel ett medföljande attack- eller bombplan kan kombineras med fällning av facklor mot värmesökande robotar. 
Remsor användes för första gången den 1 juli 1943, då de allierade styrkorna skyddade sina bombflygplan på ett uppdrag mot Hamburg. Skyddet var effektivt, då förlusterna bara var cirka en fjärdedel av de förväntade. Cirka 40 ton remsor släpptes vid detta tillfälle. Koden för att använda remsorna var "Open the Windows" (window var en tidig brittisk beteckning för remsor).

## Utformning
Ursprungligen bestod remsorna av metallfolie som stagades upp med papper, men de består idag av nylon- eller glasfibertrådar täckta med ett tunt lager metall. Eftersom trådarna är tunna faller de mycket långsamt (cirka 1 m/s).
Varje tråd är 20–30 μm tjock. Längden på remsorna bör vara cirka hälften av den aktuella våglängden för bästa reflektion. Genom att blanda remsor med olika längd kan man få remsmolnet att ge reflexer i ett bredare våglängdsområde. Det finns också remsfällare som klipper trådarna i en längd som anpassas till den radar som belyser skyddsobjektet.

## Spridning

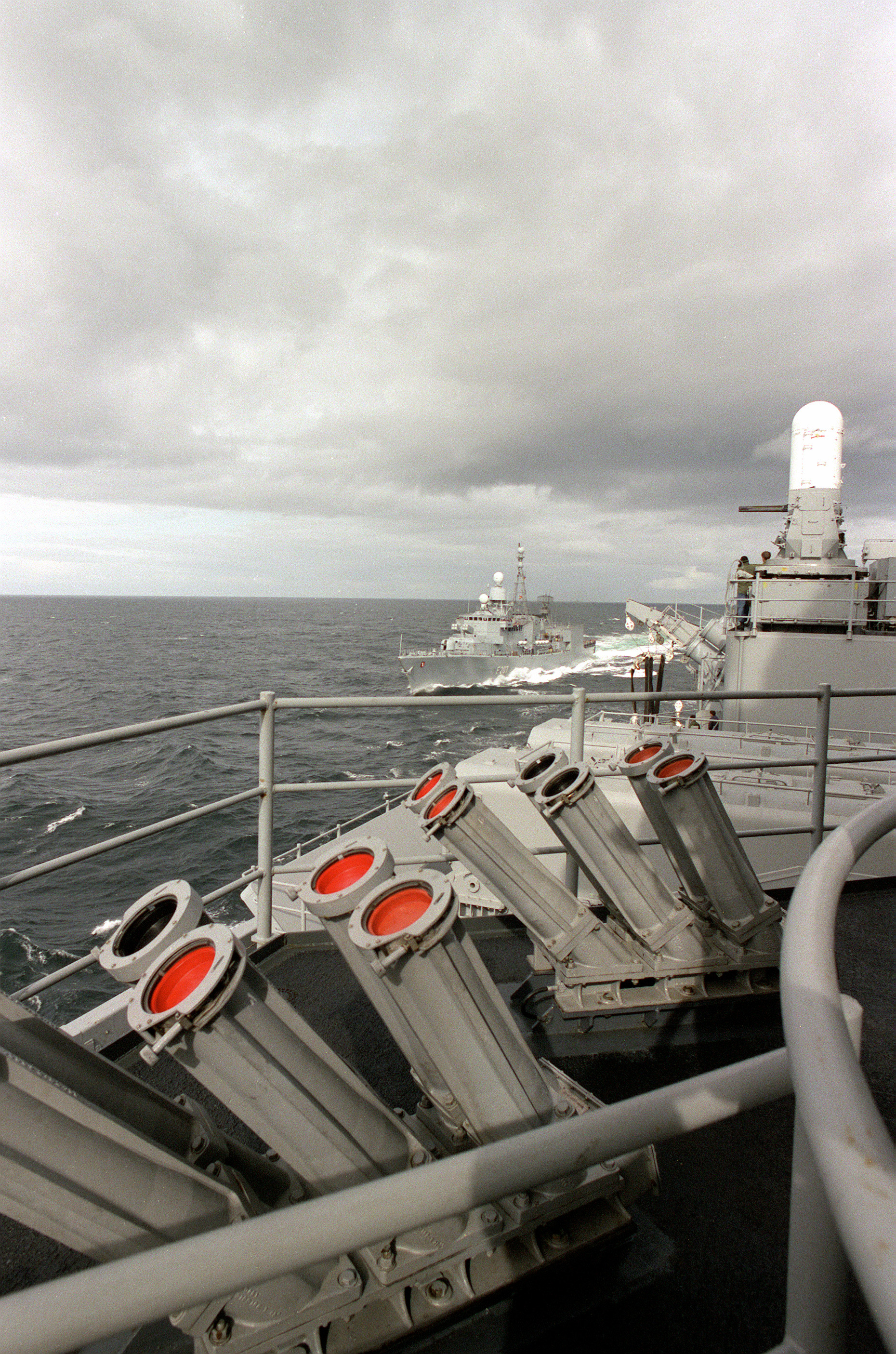
Remskastare på USS Iowa

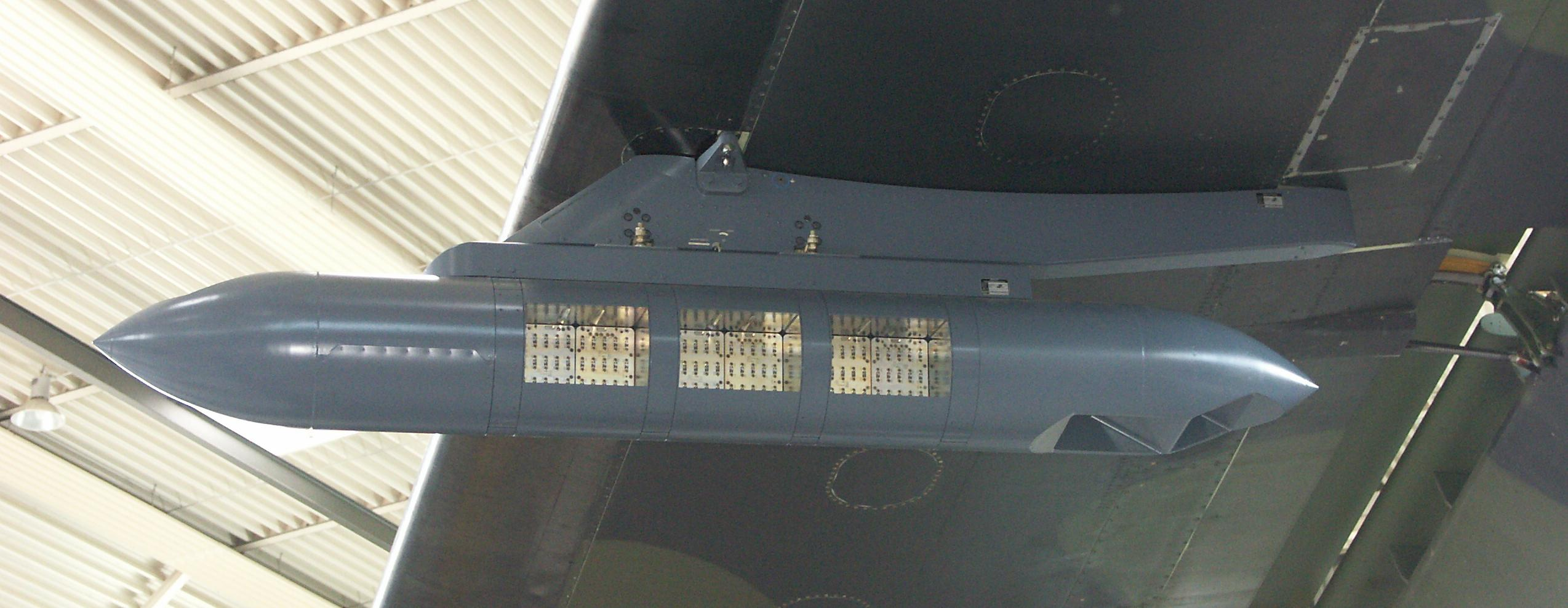
Rems- och fackelfällare på ett Transall C-160 flygplan

För att remsorna ska ge god effekt strävar man efter att de ska spridas ut snabbt. På flygplan monteras därför remsfällare ofta där turbulensen är som störst, till exempel nära vingspetsen. Från fartyg skjuts remsorna ut med granater eller raketer och sprids av en liten sprängladdning.

## För- och nackdelar
Remsorna är relativt billiga och kan spridas med enkel utrustning. De är dock mindre effektiva mot dopplerradarstationer eller mot stationer som använder moving target indication, eftersom de snabbt stannar upp och därför har en annan hastighet än skyddsobjekten. Mot radarstationer med hög upplösning kan det dessutom vara svårt att placera ett remsmoln på rätt ställe så att det "lurar" radarn. Vissa radarstationer kan analysera ekot och känna igen modulationen som kommer sig av rörelsen i remsmolnet. Det tar en viss tid (sekunder) för remsorna att spridas vilket är en nackdel i vissa lägen. Remsorna har en viss miljöpåverkan.

## Historia
Remsor började först användas under andra världskriget och då av båda sidor. Sverige som var observant följde snabbt med i utvecklingen och började utföra inhemska prov under 40-talets andra hälft. Remsor testades på Saab 18 och Tp 79.
Under de tidiga försöken i Saab 18 (A 18B och T 18B) kastades remsorna för hand. Initialt gjordes detta från instigningsluckan men senare gjordes det från signalistluckan, troligen på grund av installationen av katapultstolar 1950 som då tog bort den tredje besättningsman som behöves för att fälla remsor från instigningsluckan. Dock uppstod problem med att fälla remsorna för hand då de inte alltid separerade som de skulle. För att lösa detta monterades en matarränna i ett modifierat sidofönster för att separera remsorna ordentligt. Efter att alla problem blivit lösta modifierades några individer av Saab 18 med matarränna för remsor.
Senare på 1950-talet utvecklades mer sofistikerade remsfällare för bland annat Saab 29 Tunnan, Saab 32 Lansen och med tiden kom remsfällare att utvecklas i takt med modernare svenska flygplan.

### Webbkällor
- https://www.aef.se/Kopierade_dokument/Motmedel_Bengt_B.pdf